# 77870 MOTESS
77870 MOTESS este un asteroid din centura principală de asteroizi.

## Descriere
77870 MOTESS este un asteroid din centura principală de asteroizi. A fost descoperit pe 16 septembrie 2001 la Fountain Hills (Arizona) de Charles W. Juels și Paulo R. Holvorcem. Asteroidul prezintă o orbită caracterizată de o semiaxă mare de 2,87 ua, o excentricitate de 0,10 și o înclinație de 17,1° în raport cu ecliptica.